# Sporting News
Le Sporting News (anciennement The Sporting News) est un hebdomadaire sportif américain publié depuis 1886 à Charlotte en Caroline du Nord. Très pointu sur le baseball, il a hérité du surnom de « Bible du baseball ». 
Les sports principaux couverts par le Sporting sont le Major League Baseball, la National Football League, la Ligue nationale de hockey, la National Basketball Association, la NASCAR et les championnats NCAA basket-ball et de football américain.
La couverture du baseball par le Sporting News est la plus complète. Le titre possède ses propres classements annuels de meilleurs joueurs, lanceurs, rookies, managers, lanceurs de relèves et même comeback de l'année. De plus, le Sporting publia notamment en 1999 un classement des 100 meilleurs joueurs de baseball de l'histoire où Babe Ruth occupait la première place.
Après 122 années d'existence comme publication hebdomadaire, le magazine adopte une périodicité bi-hebdomadaire à partir de 2008. Cette même année, le titre lance un site internet d'informations sportives, Sporting News Today.

## Histoire
Le Sporting News (TSN) est fondé par Alfred H. Spink, dirigeant des St. Louis Browns ancien journaliste du quotidien Missouri Republican. Chaque numéro comprend alors huit pages pour un prix de vente de 50 cents. 
A l'extrême fin du XIXe siècle, TSN est en concurrence avec Clipper et Sporting Life, basés à Philadelphie et New York, mais dès avant le début de la Première Guerre mondiale, TSN reste le seul titre national de la presse sportive américaine.
Pendant la majeure partie du XXe siècle, TSN propose une maquette et un traitement austère. À la suite de l'arrivée de nouveaux médias comme USA Today et ESPN à partir des années 1980, TSN évolue, devenant un magazine plus avenant. En 2001, le groupe fait l'acquisition d'un réseau de radios sportives One on One Sports radio network rebaptisé Sporting News Radio.
Le groupe American City Business Journals achète TSN en septembre 2006. Cette modification entraîne l'abandon de sa division livres. Le Baseball Guide 2006 (annuaire publié depuis les années 1920) et le Baseball Register 2007 (annuaire publié depuis les années 1940) sont les derniers publiés. Le Baseball Record Book 2007 est seulement disponible en version téléchargeable via Internet.

## Lauréats
Depuis 1968, TSN sélectionne un ou plusieurs sportifs chaque année. En quatre occasions, deux sportifs se partagent le titre tandis qu'aucun vainqueur n'est désigné en 1987.

### Sportif de l'année
| - 1968 : Denny McLain, Tigers de Détroit - 1969 : Tom Seaver, Mets de New York - 1970 : John Wooden, équipe de basket-ball des Bruins de l'UCLA - 1971 : Lee Trevino, golf - 1972 : Charlie Finley, Athletics d'Oakland - 1973 : O.J. Simpson, Bills de Buffalo - 1974 : Lou Brock, Cardinals de Saint-Louis - 1975 : Archie Griffin, équipe de football américain des Buckeyes d'Ohio State - 1976 : Larry O'Brien, commissaire de la NBA - 1977 : Steve Cauthen, sport hippique - 1978 : Ron Guidry, Yankees de New York - 1979 : Willie Stargell, Pirates de Pittsburgh - 1980 : George Brett, Royals de Kansas City - 1981 : Wayne Gretzky, Oilers d'Edmonton - 1982 : Whitey Herzog, Cardinals de Saint-Louis - 1983 : Bowie Kuhn, commissaire de la MLB - 1984 : Peter Ueberroth, organisateur des Jeux olympiques de Los Angeles - 1985 : Pete Rose, Reds de Cincinnati - 1986 : Larry Bird, Celtics de Boston - 1987 : aucun - 1988 : Jackie Joyner-Kersee, athlétisme |  | - 1989 : Joe Montana, 49ers de San Francisco - 1990 : Nolan Ryan, Rangers du Texas - 1991 : Michael Jordan, Bulls de Chicago - 1992 : Mike Krzyzewski, équipe de basket-ball des Blue Devils de Duke - 1993 : Cito Gaston et Pat Gillick, Blue Jays de Toronto - 1994 : Emmitt Smith, Cowboys de Dallas - 1995 : Cal Ripken, Orioles de Baltimore - 1996 : Joe Torre, Yankees de New York - 1997 : Mark McGwire, Cardinals de Saint-Louis - 1998 : Mark McGwire, Cardinals de Saint-Louis, et Sammy Sosa, Cubs de Chicago - 1999 : Yankees de New York - 2000 : Marshall Faulk et Kurt Warner, Rams de Saint-Louis - 2001 : Curt Schilling, Diamondbacks de l'Arizona - 2002 : Tyrone Willingham, équipe de football américain du Fighting Irish de Notre Dame - 2003 : Dick Vermeil, Chiefs de Kansas City, et Jack McKeon, Marlins de la Floride - 2004 : Tom Brady, Patriots de la Nouvelle-Angleterre - 2005 : Matt Leinart, équipe de football américain des Trojans de l'USC - 2006 : Dwyane Wade, Heat de Miami - 2007 : Tom Brady, Patriots de la Nouvelle-Angleterre - 2008 : Eli Manning, Giants de New York |

### Athlète professionnel de l'année
- 2009 : Mariano Rivera, Yankees de New York
- 2010 : Roy Halladay, Phillies de Philadelphie

### Athlète de l'année
- 2011 : Aaron Rodgers, Packers de Green Bay
- 2012 : LeBron James, Heat de Miami
- 2021 : Shohei Ohtani, Angels de Los Angeles
- 2022 : Lionel Messi, Argentine et Paris Saint-Germain
- 2023 : Caitlin Clark, Hawkeyes de l'Iowa et Angel Reese, Tigers de LSU (basket-ball féminin)